# Vivien Jackl
Vivien Jackl (Budapest, 17 de octubre de 2008) es una deportista húngara que compite en natación. Ganó dos medallas en el Campeonato Europeo de Natación de 2024, oro en 1500 m libre y plata en 400 m estilos.

## Palmarés internacional
| Campeonato Europeo | Campeonato Europeo | Campeonato Europeo | Campeonato Europeo |
| Año                | Lugar              | Medalla            | Prueba             |
| ------------------ | ------------------ | ------------------ | ------------------ |
| 2024               | Belgrado (Serbia)  | Medalla de oro     | 1500 m libre       |
| 2024               | Belgrado (Serbia)  | Medalla de plata   | 400 m estilos      |